# 네비임
네비임(히브리어: נְבִיאִים)은 히브리 성경인 타나크에서 토라와 케투빔 사이의 책들에 대한 분류이다. 히브리어로 "예언자"라는 의미이며, 그 말 그대로 예언자, 즉 선지자들에 대한 책들이 여기 속한다. 여호수아, 판관기, 사무엘기, 열왕기를 네비임 리소님(히브리어: נביאים ראשונים) 즉 전기 예언서로, 이사야서, 예레미야서, 에제키엘서, 그리고 나머지 12권의 소예언서들을 네비임 아카로님(히브리어: נביאים אחרונים) 즉 후기 예언서로 부른다.

## 구성
유대교에서는 사무엘기와 열왕기를 하나로, 열두 소예언서들을 하나로 친다. 따라서 유대인들의 전통에 의하면 네비임은 총 8권의 책으로 구성된다. 기독교에서는 대부분 이사야서, 예레미야서, 에제키엘서 뒤에 다니엘서를 배치한다. 이는 다니엘서가 지니는 예언서적 특성 때문인데, 실제로 기독교에서는 이들을 묶어 대예언서로 분류한다.

## 전례에서
유대인들은 네비임에서 성구를 뽑아 하프타라라는 것을 만들어 안식일이나 각 절기에 시나고그에 모여 토라를 낭독한 뒤 같이 읽었다. 이 때 일종의 음율을 지어 낭독했는데, 각 예언자에 해당하는 음율이 따로 있었다.